# Perreux, Loire
Perreux este o comună în departamentul Loire din sud-estul Franței. În 2009 avea o populație de 2.141 de locuitori.

## Evoluția populației
| An        | 1975  | 1982  | 1990  | 1999  | 2006  | 2009  |
| --------- | ----- | ----- | ----- | ----- | ----- | ----- |
| Populație | 1.885 | 1.933 | 1.985 | 2.075 | 2.167 | 2.141 |